# Operation Ironclad
1941

Versenkung der Force Z 
1942

C –
Ironclad 
1944

Diplomat –
Cockpit –
Transom –
Councillor –
Pedal –
Crimson –
Banquet –
Light –
Millet –
Outflank –

ab 22. Nov. als British Pacific Fleet Robson 
1945

Lentil –
Meridian –
Suffice –
Stacey –
Transport –
Onboard –
Penzance –
Passbook –
Sunfish –
Bishop –
Dukedom –
Mitre –
Irregular –
Balsam –
Bedlam Green –
Collie –
Livery –
Jurist –
Tiderace
Operation Ironclad (englisch für Panzerschiff) war der alliierte Operationsname für die Eroberung der von Vichy-Frankreich kontrollierten Insel Madagaskar während des Zweiten Weltkriegs durch die Alliierten beziehungsweise eine aus britischen und Commonwealth-Truppen bestehende Streitmacht im Jahr 1942. Die Operation begann am 5. Mai 1942 mit einem erfolgreichen Landungsunternehmen im Norden der Insel, der gesamte Feldzug (französisch Bataille de Madagascar) zog sich aber, bedingt durch die das schwierige Terrain der Insel, den hinhaltenden Widerstand der Vichy-Kräfte und die relativ niedrige alliierte Truppenanzahl, über rund ein halbes Jahr hin. Das Unternehmen endete schließlich im November 1942 mit einem alliierten Sieg. 

## Hintergrund
Madagaskar gehörte seit 1885 zum französischen Kolonialreich. Nach der deutschen Besetzung Frankreichs hielt die Inselverwaltung treu zum Vichy-Regime.
Die im Norden der Insel gelegene Stadt Diego Suarez (heute Antsiranana) besaß aufgrund ihrer großen Bucht einen hervorragenden Naturhafen. Dieser, die Stadt selbst sowie die schmale, sich nach Osten öffnende Einfahrt (Oronjia Pass) wurden durch Küstenartillerie geschützt. Die Marinebasis liegt eingeschlossen auf der Halbinsel zwischen zwei der vier kleinen Buchten.

### Achsenmächte
Nach der Eroberung Südostasiens östlich von Burma bis Ende 1942 war das Oberkommando der Japaner in der Lage, sich ungehindert im Indischen Ozean zu bewegen.
Am 17. Dezember 1941 hatte der deutsche Vizeadmiral Kurt Fricke den japanischen Vizeadmiral Nomura Naokuni getroffen und mit ihm Marineeinsätze besprochen.
Bei einem weiteren Treffen am 27. März 1942 betonte Fricke die Bedeutung des Indischen Ozeans für die Achsenmächte und äußerte den Wunsch, dass die Japaner die nördlichen Routen im Indischen Ozean attackieren. Fricke setzte sich dafür ein, dass die Achsenmächte einen stärkeren Fokus auf Ceylon, die Seychellen und Madagaskar legen sollten. Es sollte ein stärkerer Fokus auf diese Routen als auf Australien gelegt werden. Am 8. April teilten die Japaner Fricke mit, dass sie planten, vier bis fünf U-Boote und zwei Hilfskreuzer für Operationen zwischen Aden und dem Kap der Guten Hoffnung abzustellen. Operationen zwischen Madagaskar und Ceylon wurden nicht konkret angesprochen.

### Alliierte
Die Alliierten hatten am 27. November 1941 von Japans Plänen gehört und der britische Generalstab diskutierte die Möglichkeiten, dass die Vichy-Regierung Japan Madagaskar zur militärischen Besatzung bzw. Basen in Madagaskar überlassen würde. Marineexperten planten als Präventivmaßnahme die Besetzung der Insel. Am 16. Dezember richtete sich General de Gaulle in einem Brief an Churchill. Er forderte darin den Einsatz freifranzösischer Truppen gegen Madagaskar. Churchill erkannte das Risiko, das ein japanisch besetztes Madagaskar für die Schifffahrt im Indischen Ozean darstellte, im Besonderen für die Routen nach Indien und Ceylon, und legte den Hafen von Diego Suarez als strategische Schlüsselstellung fest. Churchill machte den Planern gegenüber deutlich, dass er nicht glaube, dass Großbritannien die Ressourcen für eine solche Operation habe und dass er keine gemeinsame Aktion mit Briten und Freifranzosen wünsche (das Versagen der Freien Franzosen vor Dakar war für diese Sichtweise ausschlaggebend.).
Ab dem 12. März 1942 war Churchill von der Notwendigkeit der Operation überzeugt. Des Weiteren traf er die Entscheidung, ohne die freifranzösischen Truppen vorzugehen. Als Vorbereitungsmaßnahmen (die Vorbereitungsmaßnahmen wurden als Operation Bonus bezeichnet) legte Churchill folgende Punkte fest:
- Force H, das Geschwader, das sich im westlichen Mittelmeer befand, sollte sich in Richtung Süden bewegen und durch eine amerikanische Task Force ersetzt werden.
- Die 4000 Mann, die laut Lord Mountbatten für die Operation nötig waren, sollten als Kerntruppe für die Aufgabe zurückgehalten werden. Um diese sollten die konkreten Operationspläne organisiert werden.
- Die Operation sollte um den 30. April 1942 herum beginnen.
- Die Kommandos, die von Mountbatten angefordert wurden, sollten im Falle des Erfolges so schnell wie möglich durch Reservisten ersetzt werden.[10]

### Alliierte Vorbereitungen
Am 14. März wurde die Force 121 unter dem Kommando von Major-General Robert Sturges aufgestellt. Rear Admiral Edward Neville Syfret bekam den Befehl über die Force H, die Marinestreitkräfte.
Force 121 verließ Großbritannien am 23. März und vereinigte sich mit Admiral Syfrets Schiffen in Freetown. In zwei Konvois bewegte man sich zum Sammelpunkt bei Durban, Südafrika. Hier trat die 13. Brigade der 5. Division dazu. General Sturges’ Gruppe, bestand aus drei Infanteriebrigaden, während Admiral Syfrets Gruppe aus dem Schlachtschiff Ramillies, den Flugzeugträgern Illustrious und Indomitable, den Kreuzern Devonshire und Hermione, elf Zerstörern, sechs Minenräumern, sechs Korvetten und Hilfsschiffen bestand. Ziel war es, in Diego Suarez anzulanden. Die Stabschefs glaubten unerschütterlich daran, dass die Operation Erfolg haben werde und man idealerweise kampflos landen könne. Seit der britischen Niederlage in der Schlacht um die Dardanellen während des Ersten Weltkrieges war das die erste britische amphibische Operation.
Während des Zusammentreffens in Durban bemerkte Field-Marshal Smuts, dass die Besetzung von Diego Suarez keine Garantie gegen die Angriffe der Japaner bieten werde. Die Häfen von Majunga und Tamatave müssten ebenfalls besetzt werden.
Dies wurde von den Stabschefs diskutiert, aber wegen des Mangels an Soldaten entschied man sich dafür, nur in Diego Suarez zu landen. Churchill äußerte die Meinung, dass nur eine starke Flotte und ausreichende Luftunterstützung aus Ceylon Madagaskar dauerhaft sichern könne. Er schickte General Wavell (India Command) ein Schreiben des Inhalts, dass, sobald die ursprünglichen Ziele erfüllt wurden, die ganze Verantwortung für die Sicherung Madagaskars an Wavell weitergegeben werden würde. Er fügte hinzu, dass, wenn die Kommandoeinheiten abgezogen werden würden, die Aufgaben der Garnison von zwei afrikanischen Brigaden und einer Brigade aus Belgisch-Kongo oder von der Westküste Afrikas durchgeführt werden würde.
Im März und April hatte die South African Air Force (SAAF) Aufklärungsflüge über Diego Suarez durchgeführt und No. 32, 36 und 37 Coastal Flights wurden abgezogen und nach Lindi an der Küste Tansanias verlegt. Dazu kamen elf Beauforts und sechs Marylands um Luftunterstützung während der Operation zu gewährleisten.
Im März 1942 hatten japanische Flugzeugträger die Attacke im Indischen Ozean durchgeführt. Dies führte dazu, dass die britische Eastern Fleet den nordöstlichen Indischen Ozean verließ und sich nach Kilindini (der Tiefseehafen von Mombasa) in Kenia zurückzog.
Dieser Rückzug eröffnete den Briten einen neuen Angriffsbereich: Die Möglichkeit der japanischen Marine, von Madagaskar aus zu operieren, war nun im Fokus. Sie bedrohte die 8. Armee und die Eastern Fleet.
Japanische U-Boote hatten zu dieser Zeit die größte Reichweite, einige mehr als 10.000 Kilometer. Hätte Japan U-Boot-Stützpunkte auf Madagaskar errichten können, wären die alliierten Kommunikationswege betroffen gewesen. Dies hätte eine Region betroffen, die den Pazifik und Australien, den Mittleren Osten und den Südatlantik umfasste.

## Durchführung der Operation

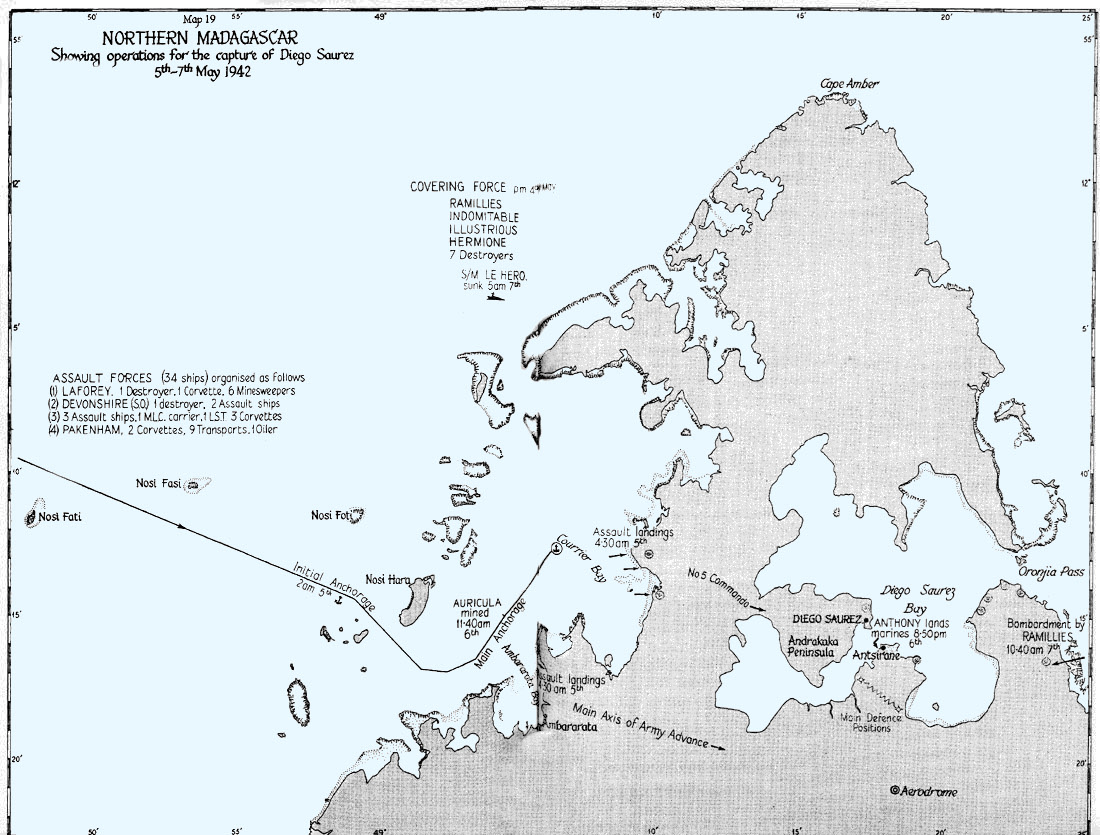
Landkarte mit Angriffszielen und Stoßrichtungen

Die alliierten Kommandeure beschlossen, einen amphibischen Angriff auf Madagaskar zu starten. Die Aufgabe hieß Operation Ironclad und wurde von der Force 121 ausgeführt. Force 121 bestand aus alliierten Marine-, Land- und Luftstreitkräften. Kommandiert wurde sie von Major-General Robert Sturges von den Royal Marines.
Die für den Raum Diego Suarez vorgesehenen Landungsstreitkräfte der British Army bestanden aus der 29. unabhängigen Infanterie-Brigadegruppe (darunter die 17. Infanterie-Brigade), dem knapp 400 Mann starken No. 5 (British) Commando und zwei Brigaden der 5th Infantry Division, wobei letztere auf dem Weg nach Indien mit dem Rest ihrer Division waren. Das alliierte Marine-Kontingent bestand aus mehr als 50 Schiffen, abgezogen von der Force H, der Home Fleet und der Eastern Fleet. Kommandiert wurden diese von Konteradmiral Edward Neville Syfret. Die Flotte beinhaltete auch die Illustrious, ihr Schwesterschiff Indomitable und das betagte Schlachtschiff Ramillies.

### Landungen
Nach vielen Aufklärungsflügen durch die South African Air Force (SAAF) bestand die erste Angriffswelle aus der 29. Infanterie-Brigade und dem No 5 Commando. In Landungsbooten fand der Angriff am 5. Mai 1942 statt. Zur zweiten Angriffswelle gehörten die zwei Brigaden der 5. Infanteriedivision und Royal Marines. Alle Landungen wurden mit Landungsfahrzeugen durchgeführt. Deren Ziel waren: Courrier Bay und Ambararata Bay, westlich des großen Hafens von Diego Suarez (später als Antsiranana bekannt), an der Nordspitze von Madagaskar. Ein Ablenkungsangriff wurde im Osten durchgeführt. Luftunterstützung wurde durch Fairey Albacores, Grumman Martlets und Fairey Swordfish gewährleistet. Diese attackierten Schiffe der Vichy-Truppen. Eine kleinere Anzahl von SAAF-Fliegern unterstützte sie dabei.

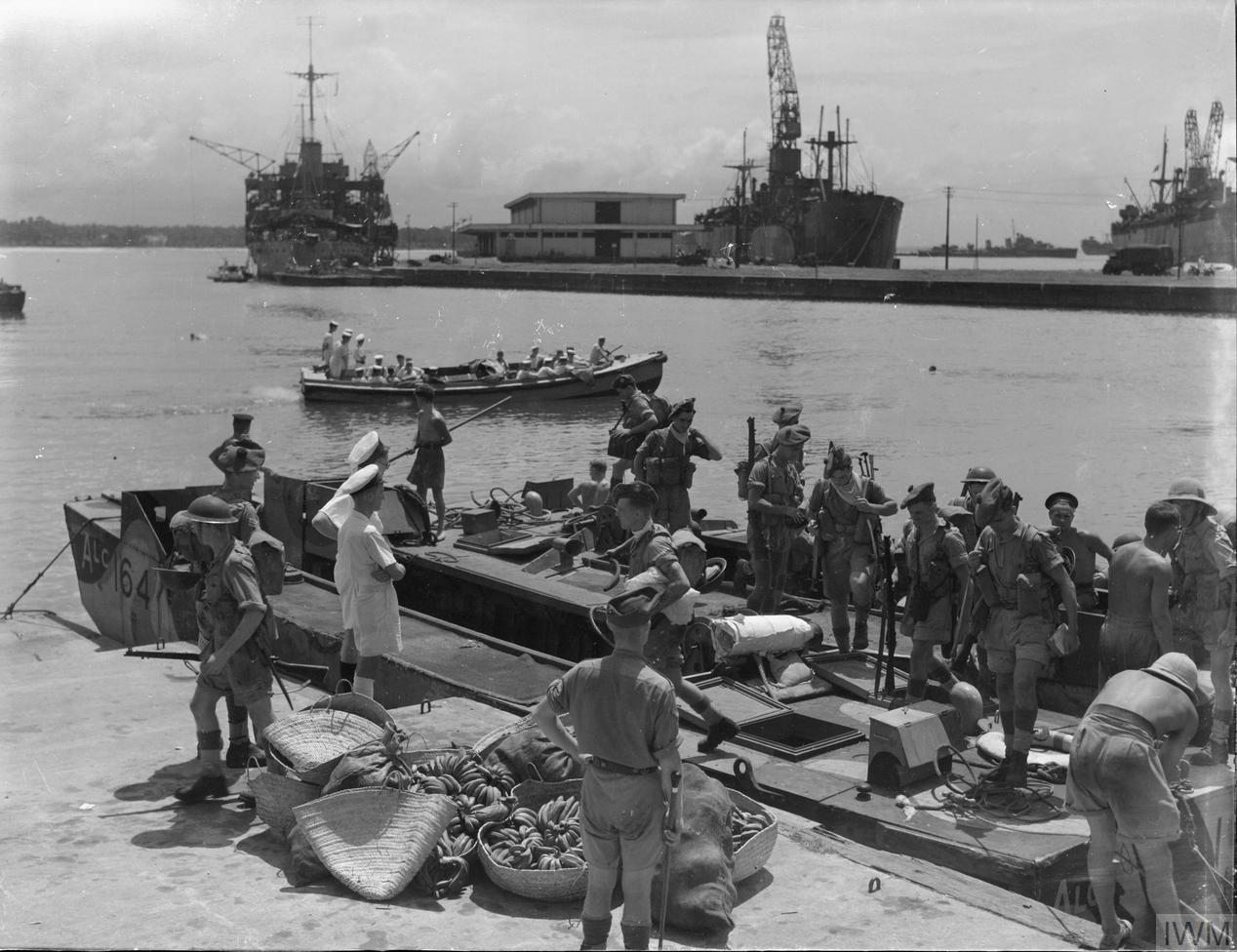
19. September 1942. Alliierte Truppen, die im Hafen von Tamatave an Land gehen (Fotograf: Lt D.C. Oulds.)

Die verteidigenden Vichy-Kräfte unterstanden dem Generalgouverneur für Madagaskar, Armand Léon Annet, und setzten sich aus etwa 8.000 Soldaten zusammen, von denen etwa 6.000 Madagassen waren. Ein Großteil der übrigen Soldaten bestand aus Senegalesen. Etwa 5.000 Soldaten sollen alleine rund um Diego Suarez konzentriert gewesen sein. (Nach anderen Angaben waren es nur maximal 3.000 Soldaten.) Allerdings waren Marine- und Luftabwehrkräfte relativ schwach und waren unzulänglich und mit veraltetem Gerät bewaffnet. Neben acht Küstenbatterien standen ein Hilfskreuzer, zwei Kolonialavisos, vier U-Boote sowie 17 Morane-Saulnier MS.406-Jagdflugzeuge und zehn Potez-63-Bomber zur Verfügung. 
Bei Luftangriffen von Flugzeugen der britischen Flugzeugträger am 5. und 6. Mai auf die Schiffe im Hafen von Diego Suarez verloren die Vichy-Kräfte den Hilfskreuzer Bougainville (ex Victor Schœlcher, 4.504 BRT) sowie das U-Boot Bévéziers, wobei an Bord des U-Bootes acht Seeleute ums Leben kamen. Bei Luftangriffen auf die Flugfelder um Diego Suarez konnten die britischen Trägerflugzeuge am gleichen Tag zudem fünf MS.406-Jagdflugzeuge am Boden zerstören; mindestens eine Fairey Swordfish wurde im Gegenzug von der Vichy-Flugabwehr abgeschossen. Ferner musste am 7. Mai der Aviso D’Entrecasteaux, der zuvor den Hafen mit seiner Artillerie verteidigt hatte, nach einem Luftangriff und einem Artillerieduell mit dem britischen Zerstörer Laforey auf Grund gesetzt und aufgegeben werden. Auf alliierter Seite ging die britische Korvette Auricula nach einem Minentreffer in der Courrier Bay am 5. Mai verloren.
Das zum Zeitpunkt des alliierten Angriffes auf hoher See stehende Vichy-U-Boot Le Héros wurde am 7. Mai nahe Cap d'Ambre, etwa 15 Seemeilen nordwestlich Diego Suarez, von Flugzeugen des Trägers Illustrious entdeckt und versenkt. Die Überlebenden wurden einige Stunden später von der herbeigerufenen britischen Korvette Jasmine gerettet. Allerdings starben 24 Mann der Besatzung, noch ehe die Korvette am Untergangsort eintraf; ein Teil der Getöteten fiel möglicherweise Haiattacken zum Opfer.
Der letzte und folgenschwerste Verlust zur See während der Kämpfe um Diego Suarez ereilte die Vichy-Kräfte am frühen Morgen des 8. Mai 1942, als das U-Boot Monge, nach einem erfolglosen Angriff auf den Flugzeugträger Indomitable, von den britischen Zerstörern Active und Panther aufgespürt und mit Wasserbomben versenkt werden konnte. Die gesamte Besatzung von 69 Mann ging mit dem U-Boot unter.
 

Die heftigen Kämpfe um Diego Suarez hatten bereits am Vortag (7. Mai 1942) geendet, als die Vichy-Streitkräfte in und im Umfeld der Hafenstadt kapituliert hatten, wobei etwa 4.000 Soldaten (darunter 800 Europäer) in alliierte Gefangenschaft geraten waren. Ein Teil der Truppen, etwa 1.000 Mann, konnte sich allerdings geordnet nach Süden zurückziehen, wo er in den folgenden Monaten den Widerstand fortsetzte. Bei der Einnahme des Hafens durch die Alliierten versenkten sich zudem drei dort liegende Frachtschiffe der Achsenmächte selbst – die italienischen Dampfer Ducca degli Abruzzi (2.315 BRT) und Somalia (2.699 BRT) sowie der deutsche Frachter Wartenfels (6.186 BRT). Letztgenanntes Schiff konnte später britischerseits wieder gehoben und repariert werden und diente bis Kriegsende als Empire Tugela dem Ministry of War Transport. Insgesamt forderten die Gefechte alleine um Diego Suarez zwischen dem 5. und dem 7. Mai 1942 auf britischer Seite 105 Gefallene und 284 Verwundete, auf Seite der Vichy-Kräfte wurden 145 Soldaten getötet und 336 verwundet. 

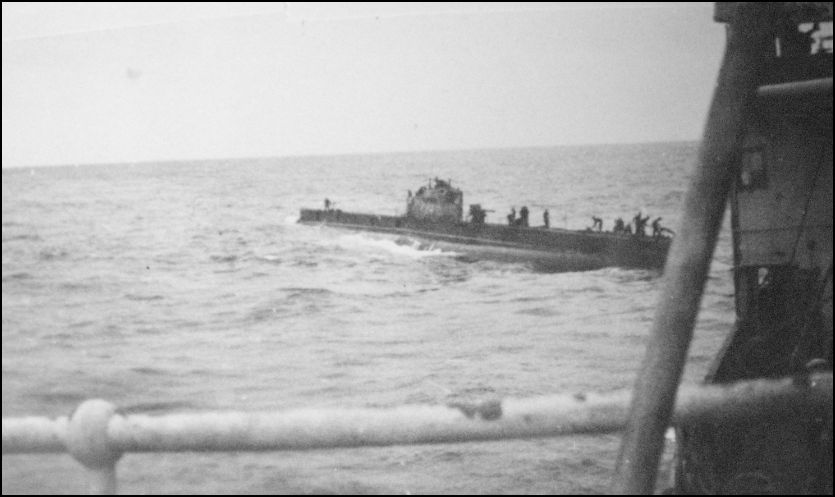
Das Vichy-U-Boot Le Glorieux auf hoher See vor der Südküste Madagaskars (die Aufnahme stammt vermutlich aus dem Juni 1942, als sich das U-Boot bereits auf dem Rückmarsch nach Europa befand).

Der Aviso D’Iberville und das U-Boot Le Glorieux konnten der alliierten Übermacht entkommen. Beide Einheiten verlegten zunächst in den (noch nicht von den Alliierten erreichten) Süden von Madagaskar, ergänzten dort im Hafen von Androka Treibstoff und erreichten schließlich nach einer abenteuerlichen Fahrt im August 1942 Toulon.
Drei Wochen später, am 29. Mai 1942, trafen die japanischen U-Boote I-10, I-16 und I-20 nahe Diego Suarez ein, ein weiteres U-Boot verspätete sich wegen Sturmschäden. Ein von I-10 gestartetes Aufklärungsflugzeug des Typs Yokosuka E14Y kundschaftete noch am gleichen Tag Diego Suarez aus und sichtete das Schlachtschiff Ramillies, aber der Aufklärer wurde im Gegenzug ebenfalls entdeckt und die Ramillies änderte ihren Liegeplatz. (Die Sichtung dieses Aufklärers bewirkte zudem, dass auf alliierter Seite die Befürchtung aufkam, dass seitens der Japaner bereits ein geheimer Flugstützpunkt auf Madagaskar eingerichtet worden sein könnte, da man nicht annahm, dass der Aufklärer von einem U-Boot aus gestartet worden war.) Die beiden großen Träger-U-Boote I-20 und I-16 setzten in den Nachtstunden des 30. Mai 1942 zwei Kleinst-U-Boote aus, von denen eines (M-20b) in den Hafen von Diego Suarez eindringen und zwei Torpedos abschießen konnte, während es von zwei Korvetten erfolglos gejagt wurde. Ein Torpedo traf die Ramillies auf der Backbordseite auf Höhe des vorderen schweren 38,1-cm-Artillerieturms und richtete beträchtliche Schäden an, unter anderem viel die Stromversorgung im gesamten Schiff aus. Der zweite Torpedo traf den britischen Öltanker British Loyalty (6.993 BRT), welcher auf der Reede auf Grund sank, wobei sechs Besatzungsangehörige ums Leben kamen. Das Schiff konnte zwar im Dezember 1942 gehoben werden, diente jedoch später nur noch als schwimmendes Tanklager im Addu-Atoll. Die Ramillies wurde später in Durban und Plymouth repariert und war erst im Juni 1943 wieder voll einsatzbereit.
Die Besatzung des Klein-U-Bootes M-20b (Leutnant Saburo Akieda und der Maat Masami Takemoto) setzte ihr Boot nach dem erfolgreichen Angriff östlich von Nosy Be am Ufer auf Grund und versuchte sich quer durch das Landesinnere in Richtung von Cap d'Ambre durchzuschlagen (wo sie von den Träger-U-Booten wieder an Bord hätten genommen werden sollen). Bei dem Versuch, sich in einem Dorf mit Nahrungsmitteln zu verpflegen, wurden die beiden Japaner jedoch entdeckt. Sie wurden in einem Feuergefecht mit Royal Marines drei Tage später getötet. Das zweite Kleinst-U-Boot sank auf hoher See und die Leiche eines seiner Besatzungsmitglieder wurde einen Tag später an Land gespült.

### Die Operation an Land
Die Feindseligkeiten fanden weiter mit geringer Heftigkeit statt. Diese dauerten jedoch noch mehrere Monate. Im Sommer des Jahres 1942 wurden die beiden Brigaden der 5. Infanteriedivision nach Indien beordert. Am 22. Juni trafen die King’s African Rifles aus Ostafrika ein.

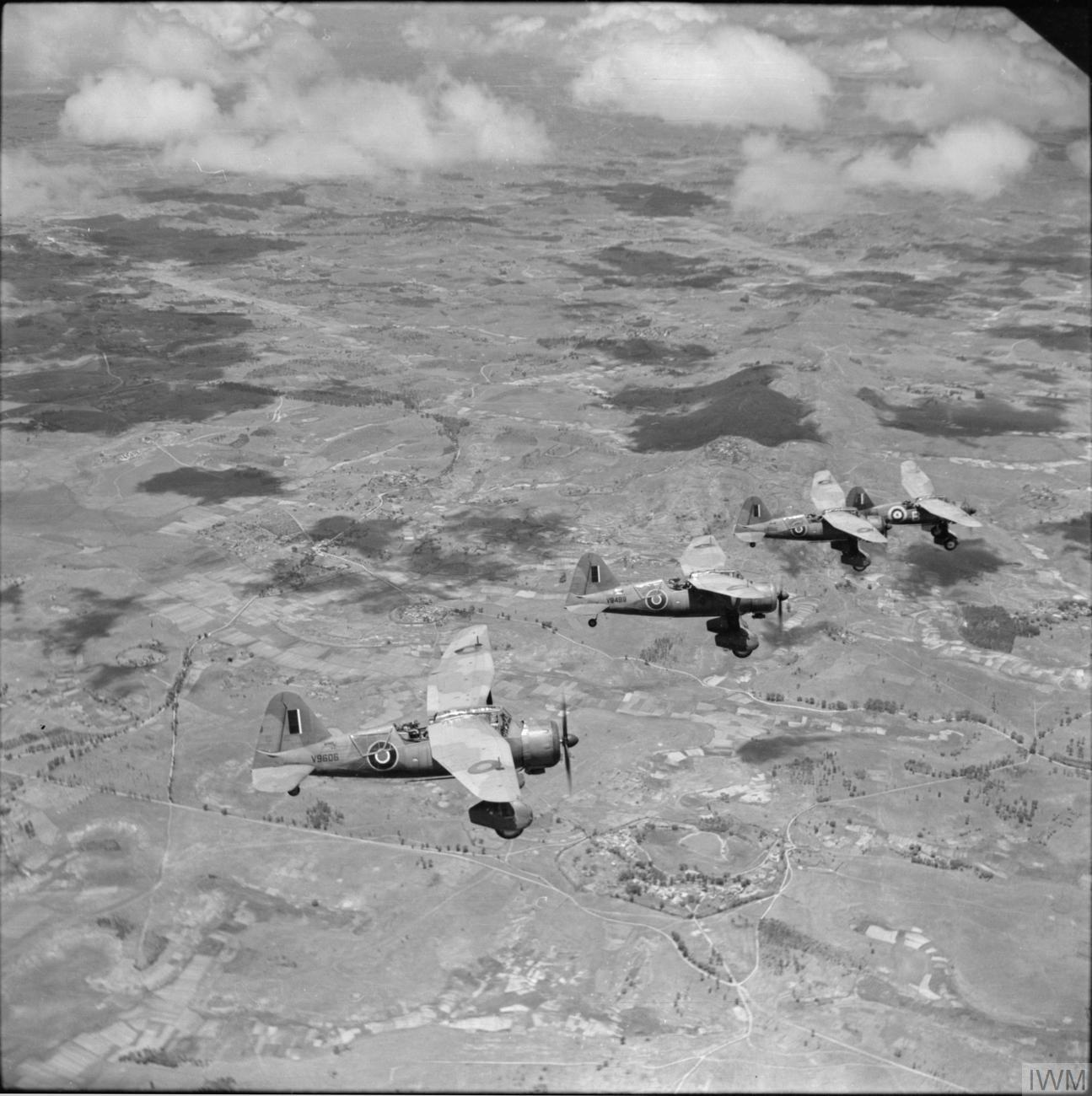
Dezember 1942. Vier Westland Lysander Mark IIIA Aufklärungsflugzeuge des No. 1433 Flight RAF, stationiert in Ivato, über einer typischen madagassischen Landschaft.

#### Operation Stream Line Jane
Die amphibischen Operationen liefen unter dem Decknamen Stream Line Jane. Man wollte noch vor der Regenzeit Operationen durchführen.
Stream Line Jane umfasste drei separate Teiloperationen mit den Decknamen Stream, Line und Jane. Die amphibischen Landungen in Majunga am 10. September und Tamatave am 18. September liefen unter Stream und Jane, während Line der Vormarsch von Majunga aus in die Hauptstadt Tannanarive war, die am 23. September fiel.
Majunga, ein Hafen an der Nordwestküste der Insel, wurde im Rahmen der Operation Stream am 10. September von der 29. Unabhängigen Brigadegruppe unter dem Kommando von Brigadier F. W. Festing eingenommen und gesichert. Unterstützt wurde die Landung von der Force A unter dem Befehl von Konteradmiral W. G. Tennant. Das Oberkommando über die bereitgestellten Schiffe der Eastern Fleet hatte Admiral Sir James Somerville. Die Force A bestand aus den Leichten Kreuzern Birmingham, Gambia und der niederländischen Jacob van Heemskerck, sowie den Zerstörern Napier, Nepal, Nizam, der australischen Norman und den niederländischen Tjerk Hiddes und Van Galen. Der Flugzeugträger Illustrious und der Seeflugzeugtender Albatros, die von den Zerstörern Express, Fortune, Hotspur und Inconstant eskortiert wurden, waren für den Schutz aus der Luft verantwortlich.
Trotz Gegenwehr durch Maschinengewehrfeuer übernahmen die Briten die Kontrolle über das örtliche Postamt und beschlagnahmte kurz darauf die Residenz des Gouverneurs. Die Alliierten hatten mit natürlichen Widrigkeiten und Hindernissen der Vichy-Truppen zu kämpfen. Die Alliierten eroberten schließlich die Hauptstadt Tananarive ohne viel Widerstand und dann die Stadt Ambalavao (in der Region Haute Matsiatra).
Die Operation Line wurde durch starke Brandung behindert. Als eine Barkasse des Kreuzers Birmingham auf die Küste zusteuerte, wurde sie von französischen Küstenbatterien beschossen. Umgehend drehte die Barkasse wieder um. Kurz darauf feuerte die Birmingham dann mit ihren Hauptgeschützen auf die Küstenbatterien und innerhalb von drei Minuten ergaben sich die Vichy-Franzosen und Tamatave war in britischer Hand. Die beiden Bataillone der South Lancashire und Royal Welch Fusiliers begaben sich nach Süden, um sich mit den dortigen Streitkräften zu verbinden. Nachdem sie die britischen Kommunikationslinien rund um die Insel gesichert und Tananarive erreicht hatten drangen sie nach Moramanga vor und schlossen sich am 25. September mit den King’s African Rifles zusammen, Zur gleichen Zeit machten sich die ostafrikanische Infanterie und südafrikanische Panzerwagen auf den Weg, um den geflüchteten Gouverneur Annet zu finden.
Die letzte große Aktion fand in Andriamanalina am 18. Oktober statt, wo die Vichy-Franzosen planten, die vorrückenden britischen Streitkräfte in einen Hinterhalt zu locken. Die Alliierten umgingen jedoch die Falle und griffen die Franzosen aus deren Rücken an. Die Vichy-Franzosen erlitten schwere Verluste, die dazu führten, dass 800 von ihnen kapitulierten. Am 6. November wurde in Ambalavao ein Waffenstillstand unterzeichnet. Annet ergab sich nahe Ihosy im Süden der Insel am 8. November.
Die Alliierten verloren etwa 500 Mann bei der Landung in Diego Suarez. In den Stream Line Jane Operationen nach dem 10. September wurden 30 getötet und 90 verwundet.

## Auswirkungen
Paul Legentilhomme, General der Truppen des Freien Frankreichs (France Libre), wurde neuer Hochkommissar für Madagaskar; die französische Kontrolle über die Insel war nach Kriegsende nicht mehr dauerhaft aufrechtzuerhalten. 1947 kam es auf der Insel zum Madagaskar-Aufstand, der von der Kolonialmacht niedergeschlagen wurde. Die Unabhängigkeitsbewegung konnte aber nicht weiter unterdrückt werden, so dass die Insel 1960 die Unabhängigkeit erhielt.

## Übersicht der beteiligten Streitkräfte

### Alliierte Streitkräfte
| Marine                        | Marine                | Marine               | Marine               | Marine               | Marine               |
| ----------------------------- | --------------------- | -------------------- | -------------------- | -------------------- | -------------------- |
| Schlachtschiffe               | Ramillies             | Ramillies            | Ramillies            | Ramillies            | Ramillies            |
| Flugzeugträger                | Illustrious           | Indomitable          | Indomitable          | Indomitable          | Indomitable          |
| Kreuzer                       | Hermione              | Devonshire           | Devonshire           | Devonshire           | Devonshire           |
| Zerstörer                     | Active                | Anthony              | Duncan               | Inconstant           | Javelin              |
| Zerstörer                     | Laforey               | Lightning            | Lookout              | Nizam                | Norman               |
| Zerstörer                     | Pakenham              | Paladin              | Panther              | Panther              | Panther              |
| Korvetten, alle Flower-Klasse | HMS Freesia           | HMS Auricula         | HMS Nigella          | HMS Fritillary       | HMS Genista          |
| Korvetten, alle Flower-Klasse | HMS Cyclamen          | HMS Thyme            | HMS Jasmine          | HMS Jasmine          | HMS Jasmine          |
| Minensucher                   | HMS Cromer            | HMS Poole            | HMS Romney           | HMS Cromarty         | HMS Cromarty         |
| Amphibische Angriffsschiffe   | Winchester Castle     | HMS Royal Ulsterman  | HMS Keren            | HMS Karanja          | Sobieski             |
| Spezialschiffe                | HMS Derwentdale (LCA) | HMS Bachaquero (LST) | HMS Bachaquero (LST) | HMS Bachaquero (LST) | HMS Bachaquero (LST) |
| Truppentransporter            | Oronsay               | Duchess of Atholl    | Franconia            | Franconia            | Franconia            |
| Versorgungsschiffe            | Empire Kingsley       | Thalatta             | Mahout               | City of Hong Kong    | Mairnbank            |
| Versorgungsschiffe            | Martand II            |                      |                      |                      |                      |

| Bodentruppen                                           | Bodentruppen                                                       | Bodentruppen                          | Bodentruppen                         |
| ------------------------------------------------------ | ------------------------------------------------------------------ | ------------------------------------- | ------------------------------------ |
| 29th Infantry Brigade (independent)                    | Amphibische Landung bei Diego Suarez am 5. Mai 1942:               | 2nd South Lancashire Regiment         | 2nd East Lancashire Regiment         |
| 29th Infantry Brigade (independent)                    | Amphibische Landung bei Diego Suarez am 5. Mai 1942:               | 1st Royal Scots Fusiliers             | 2nd Royal Welch Fusiliers            |
| 29th Infantry Brigade (independent)                    | Amphibische Landung bei Diego Suarez am 5. Mai 1942:               | 455th Light Battery (Royal Artillery) | MG Kompanie                          |
| Kommandos                                              | Amphibische Landung bei Diego Suarez am 5. Mai 1942:               | No. 5 Commando                        | No. 5 Commando                       |
| British 17th Infantry Brigade Group (of 5th Division): | Landete nahe Diego Suarez als zweite Angriffswelle am 5. Mai 1942: | 2nd Royal Scots Fusiliers             | 2nd Northamptonshire Regiment        |
| British 17th Infantry Brigade Group (of 5th Division): | Landete nahe Diego Suarez als zweite Angriffswelle am 5. Mai 1942: | 6th Seaforth Highlanders              | 9th Field Regiment (Royal Artillery) |
| British 13th Infantry Brigade (of 5th Division):       | Landete nahe Diego Suarez als zweite Angriffswelle am 5. Mai 1942: | 2nd Cameronians                       | 2nd Royal Inniskilling Fusiliers     |
| British 13th Infantry Brigade (of 5th Division):       | Landete nahe Diego Suarez als zweite Angriffswelle am 5. Mai 1942: | 2nd Wiltshire Regiment                |                                      |
| East African Brigade Group                             | Trafen am 22. Juni ein und ersetzten die 13. und 17. Brigade       |                                       |                                      |
| South African 7th Motorised Brigade                    |                                                                    |                                       |                                      |
| Rhodesian 27th Infantry Brigade                        |                                                                    |                                       |                                      |

| Luftstreitkräfte            | Luftstreitkräfte | Luftstreitkräfte                      |
| --------------------------- | ---------------- | ------------------------------------- |
| An Bord der HMS Illustrious | 881 Squadron     | 12 Grumman Martlett III’s             |
| An Bord der HMS Illustrious | 882 Squadron     | 8 Grumman Martlett’s, 1 Fairey Fulmar |
| An Bord der HMS Illustrious | 810 Squadron     | 10 Fairey Swordfish                   |
| An Bord der HMS Illustrious | 829 Squadron     | 10 Fairey Swordfish                   |
| An Bord der HMS Indomitable | 800 Squadron     | 8 Fairey Fulmar                       |
| An Bord der HMS Indomitable | 806 Squadron     | 4 Fairey Fulmar                       |
| An Bord der HMS Indomitable | 880 Squadron     | 6 Hawker Sea Hurricane                |
| An Bord der HMS Indomitable | 827 Squadron     | 12 Fairey Albacore                    |
| An Bord der HMS Indomitable | 831 Squadron     | 12 Fairey Albacore                    |

### Vichy-Frankreich

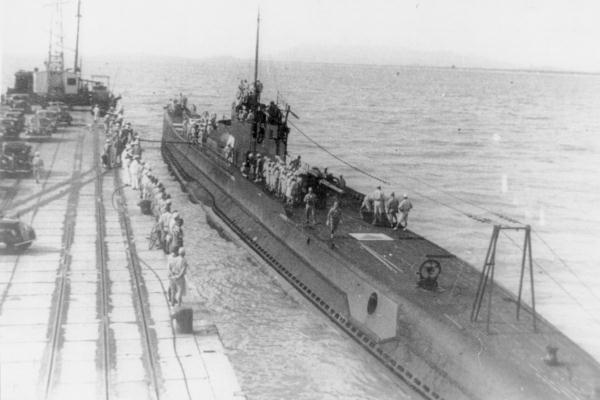
Japanisches U-Boot I-10

| Marine         | Marine          | Marine      | Marine | Marine      | Marine |
| -------------- | --------------- | ----------- | ------ | ----------- | ------ |
| Hilfskreuzer   | Bougainville    |             |        |             |        |
| Kolonialavisos | D’Entrecasteaux | D’Iberville |        |             |        |
| U-Boote        | Bévéziers       | Le Héros    | Monge  | Le Glorieux |        |

#### Landstreitkräfte
Die folgende Auflistung zeigt die madagassischen und Vichy-französischen Kräfte im Juli 1942.

##### Westküste
- 2 Platoons von Reservisten und Freiwilligen in Nossi-Bé
- 2 Kompanien des Régiment Mixte Malgache (RMM – Mixed Madagascar Regiment) in Ambanja
- 1 Bataillon der 1er RMM in Majunga

##### Ostküste
- 1 Bataillon der 1er RMM in Tamatave
- 1 Artilleriestellung (65 mm) in Tamatave
- 1 Kompanie der 1er RMM in Brickaville

##### Inselzentrum
- 3 Bataillone der 1er RMM in Tananarive
- 1 motorisierte Aufklärungsreserve in Tananarive
- Emyrne Batterie in Tananarive
- 1 Artilleriestellung (65 mm) in Tananarive
- 1 Ingenieurskompanie (Instandhaltung) in Tananarive
- 1 Kompanie der 1er RMM in Mevatanana
- 1 Kompanie der BTM in Fianarantsoa
- Im Süden der Insel

##### Andere
- 1 Kompanie der BTM in Fort Dauphin
- 1 Kompanie der BTM in Tuléar

### Japanische Marinestreitkräfte
- die vier U-Boote I-10 (mit einem Aufklärungsflugzeug), I-16, I-18 (beschädigt durch rauen Seegang, wodurch es später eintraf), I-20
- die beiden Kleinst-U-Boote M-16b und M-20b